# Saint-Mayme-de-Péreyrol
 Saint-Mayme-de-Péreyrol  (en occitano Sent Maime de Perairòus) es una población y comuna francesa, situada en la región de Aquitania, departamento de Dordoña, en el distrito de Périgueux y cantón de Vergt.

## Historia
La comuna se denominó Saint-Maime-de-Péreyrol hasta el 25 de febrero de 2020.

## Demografía
| 284 | 270 | 266 | 276 | 264 | 265 |
| Para los censos de 1962 a 1999 la población legal corresponde a la población sin duplicidades (Fuente: INSEE [Consultar]) |     |     |     |     |     |